# Alexander Kidd
Alexander Kidd (* 19. Jahrhundert; † 20. Jahrhundert) war ein britischer Tauzieher.

## Biografie
Alexander Kidd war Mitglied der Tauzieh-Mannschaft der Liverpool City Police bei den Olympischen Spielen 1908. Ihren ersten Wettkampf gegen die Vereinigten Staaten konnten sie gewinnen. Nachdem die US-Amerikaner den ersten Zug verloren hatten, legten sie einen Protest gegen die Schuhe der Liverpooler ein. Dieser wurde jedoch abgelehnt, weshalb sich die US-Amerikaner aus dem Wettbewerb zurückzogen. Im Halbfinale besiegten die Liverpooler die Schweden und zogen ins Finale ein. Dort unterlag die Mannschaft dem Team der City of London Police und gewann somit Silber.